# Aepytus coscinophora
Aepytus coscinophora är en fjärilsart som beskrevs av Pfitzner 1914. Aepytus coscinophora ingår i släktet Aepytus och familjen rotfjärilar. Inga underarter finns listade i Catalogue of Life.